# Roderick Miller
Pour les articles homonymes, voir Miller.
Roderick Alonso Miller Molina, né le 4 mars 1992 à Panama, est un footballeur international panaméen, qui joue au poste de défenseur à Turan Tovuz.

## Biographie

### Carrière en club
Le 5 août 2014, il est prêté au CF Mérida qui évolue en Liga de Ascenso, où il dispute six rencontres en championnat.
Le 30 juin 2016, il signe un contrat de 3 ans avec l'Atlético Nacional qui évolue en Primera A. Puis, le 11 juillet, il fait ses débuts en Primera A face aux Jaguares de Córdoba, lors d'une victoire 2-1.

### Carrière internationale
Roderick Miller compte 28 sélections et un but avec l'équipe du Panama depuis 2011.
Il est sélectionné en sélection panaméenne des moins de 20 ans pour la coupe du monde des moins de 20 ans 2011 qui se déroule en Colombie, où il joue deux rencontres.
Il est convoqué pour la première fois en équipe du Panama par le sélectionneur national Julio Dely Valdés, pour un match des éliminatoires de la coupe du monde 2014 contre la Dominique le 7 octobre 2011. Le match se solde par une victoire 5-0 des Panaméens. Puis, il participe à la Gold Cup 2013. Il dispute une rencontre contre Cuba, et le Panama perd la finale contre les États-Unis.
Il fait partie de la liste des 23 joueurs panaméens sélectionnés pour disputer la Copa América Centenario, où il joue trois rencontres.
Le 15 janvier 2017, il inscrit son premier but contre le Nicaragua, lors de la Copa Centroamericana 2017, lors d'une victoire 2-1 des Panaméens. Puis, le 22 juin, il fait partie des 23 appelés par le sélectionneur national pour la Gold Cup 2017.

## Palmarès
- Avec le San Francisco FC
  - Champion du Panama en 2011 (Clausura)
  - Vainqueur de la Coupe du Panama en 2015

- Avec l'Atlético Nacional
  - Vainqueur de la Coupe de Colombie en 2016